# Lansana Kouyaté

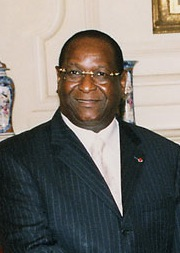
Lansana Kouyaté

Lansana Kouyaté (* 15. Juli 1950 in Koba, Guinea) ist ein ehemaliger guineischer Diplomat und Politiker und war von März 2007 bis Mai 2008 Premierminister von Guinea.

## Politische Laufbahn
Er studierte an der Universität von Conakry, bevor er in die öffentliche Verwaltung eintrat. Im Jahr 1976 wurde er zu einem leitenden Angestellten des Arbeitsministeriums, ein Jahr später Direktor des Ressorts Preise und Statistiken im Wirtschaftsministerium, wo er für die staatseigenen Betriebe zuständig war.
1982 arbeitete Koyateé an einem Reis-Projekt und wechselte dann in den diplomatischen Dienst, wo er sofort Teil des guineischen diplomatischen Korps an der Elfenbeinküste wurde. 1985 kehrte er in das Außenministerium zurück und war dort hauptverantwortlich mit den Angelegenheiten der Organisation für Afrikanische Einheit betraut. Zwei Jahre später wurde er Guineas Botschafter in Ägypten, Jordanien, Libanon, Syrien und der Türkei. 1992 wurde er Guineas ständiger Repräsentant bei den Vereinten Nationen. Dort bekleidete er das Amt des Vizepräsidenten des UN-Wirtschafts- und Sozialrates.
1993 wurde er zum stellvertretenden Spezialrepräsentanten des Generalsekretärs der UNOSOM II-Mission in Somalia. Im Februar 1994 wurde er ihr erster Repräsentant. Im Juni 1994 wurde er stellvertretender Generalsekretär in der Abteilung Politische Angelegenheiten der UN. Eine seiner ersten Aufgaben bestand darin, die ECOWAS-Mitgliedsstaaten zu besuchen und die Situation in Liberia zu diskutieren. Er engagierte sich stark für den Aufbau einer regionalen Unterstützung zur Lösung des Liberianischen Bürgerkriegs. Diesen Posten bekleidete er bis September 1997, als er Geschäftsführer von ECOWAS wurde. Diesen Posten behielt er bis Februar 2002.
Während seiner Zeit bei ECOWAS wurde Kouyaté unter anderen der Orden der Ehrenlegion verliehen.
Am 26. Februar 2007 wurde Kouyaté nach einem Generalstreik im Rahmen eines Abkommens mit der gewerkschaftlichen Opposition des Landes von Präsident Lansana Conté aus einer Reihe hoher Wirtschaftsführer ausgewählt und als Premierminister nominiert. Vereidigt wurde er am 1. März 2007. Sein Kabinett bestand aus 19 Ministern und Staatssekretären, von denen jedoch keiner der alten Regierung angehörte. Im Mai 2008 verlor er seinen Posten als Premierminister an Ahmed Tidiane Souaré. Da seine Amtsführung unglücklich und bei der Bevölkerung unzufriedenstellend geblieben war und seine Regierung aus keinem einzigen Politiker der Oppositionsparteien bestanden hatte, wurde seine Absetzung ganz anders als seine euphorische Ernennung ein Jahr zuvor kaum von der Bevölkerung beanstandet.